# Rádio Caçanjurê
Rádio Caçanjurê é a mais antiga rádio ainda em operação do município de Caçador, no meio-oeste do estado de Santa Catarina. Com programação dirigida à comunidade do município e à região, é famosa pela cobertura e transmissão dos campeonatos de futebol locais.

## História
A ZYZ-7 foi fundada por Lucas Volpi e Osni Schwartz em 1947, com instalações localizadas em uma casa de madeira na esquina da Avenida Barão do Rio Branco com a Rua Santa Catarina. Contudo, um incêndio destruiu o edifício de madeira e os equipamentos da emissora em 1948. Dois anos mais tarde, a ZYZ-7 foi adquirida por Adelar Gattermann, passando a operar no edifício Gattermann, junto ao atual Largo Caçanjurê, na Avenida Barão do Rio Branco.
Após ter pertencido a vários empresários, a emissora foi adquirida em definitivo por Raul Tomazoni e Elias Colpini no ano de 1969. Em 1974 a potência de transmissão foi aumentada de 0,25 para 1 kW. A Rádio Caçanjurê manteve seus estúdios no edifício Gatterman até o início da década de 1990, quando, após ter sido adquirida pela Rede Barriga Verde de Comunicações, ainda em 1989, ganhou sede própria, compartilhada com a Rádio 92 FM, na rua Altamiro Guimarães.
Em 7 de novembro de 2018 a emissora passou a transmitir utilizando o sistema de modulação em frequência na faixa de 107,3 MHz. O transmissor de sinal modulado em amplitude da emissora foi desativado no mês seguinte, após 70 anos de operação em 1 110 kHz.